# Otto Hodler
Otto Franz Sales Hodler (* 9. April 1901 in Hechingen; † 10. September 1990 in Hannover) war ein deutscher Architekt und Baubeamter.

## Leben

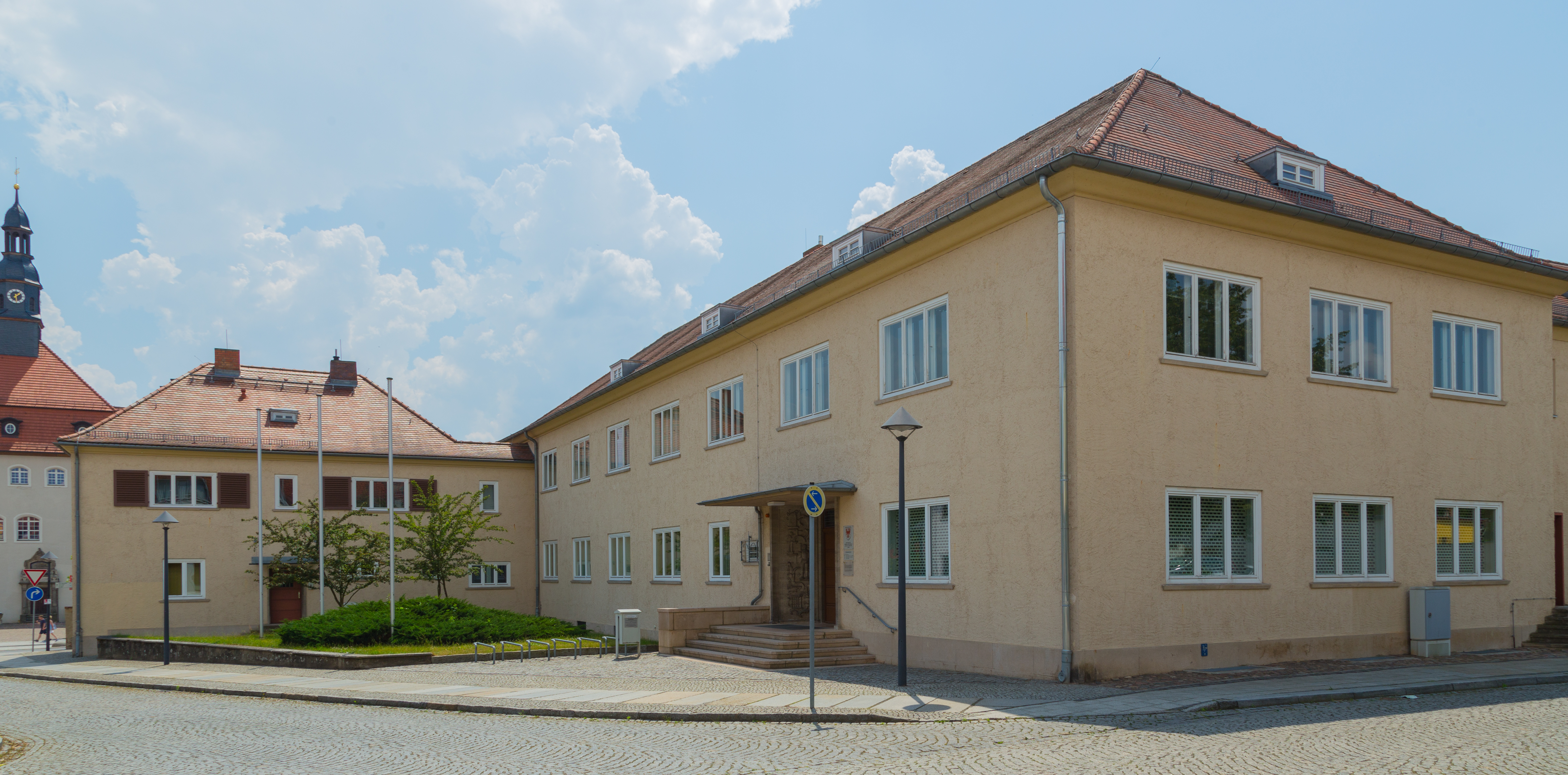
Das 1930 eingeweihte, unter Denkmalschutz stehende Amtsgericht Lübben (Spreewald) (2020)

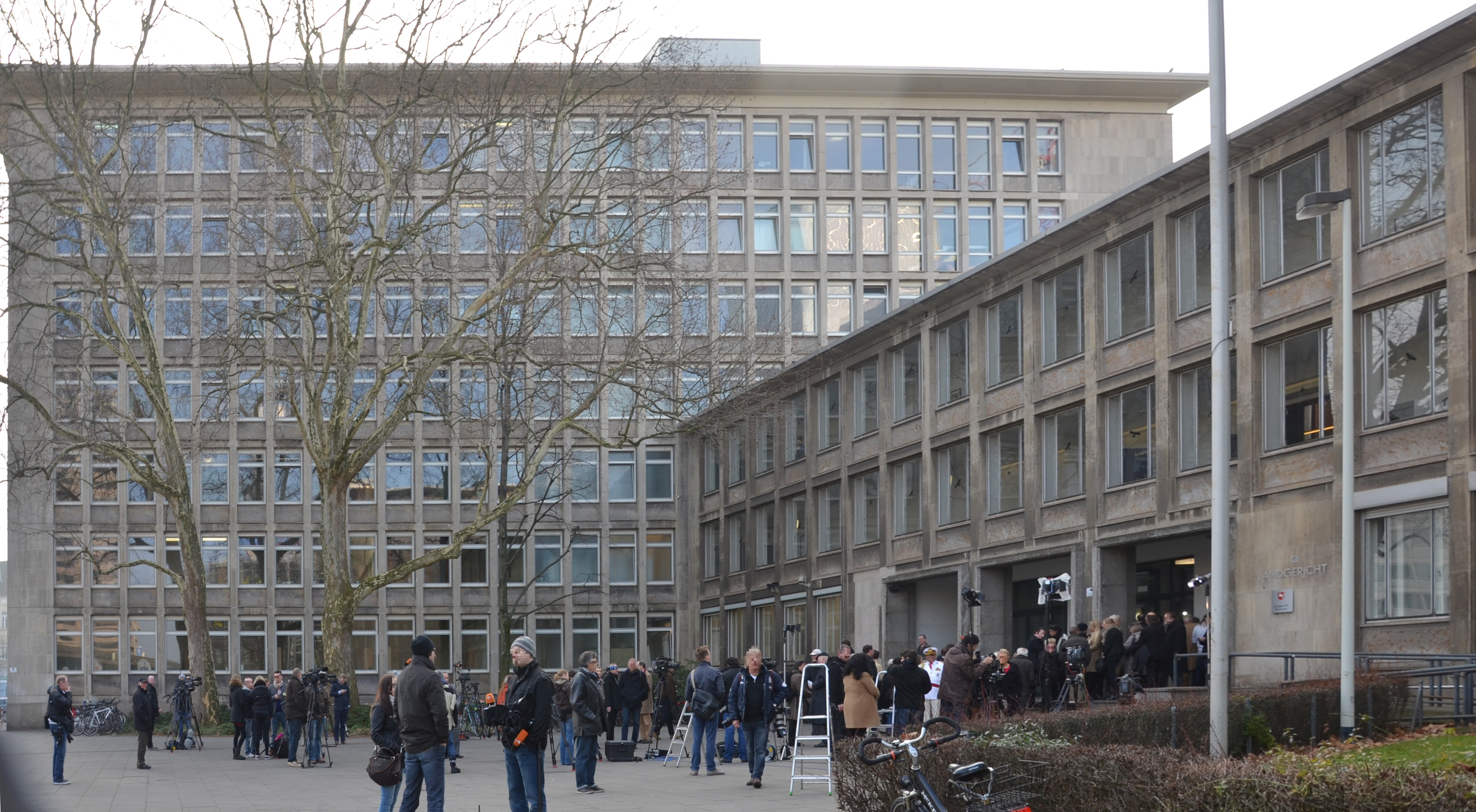
In den 1950er Jahren errichtete Gebäude der Staatsanwaltschaft Hannover, in den 1980ern teils ersetzt von Storch & Ehlers (2014)

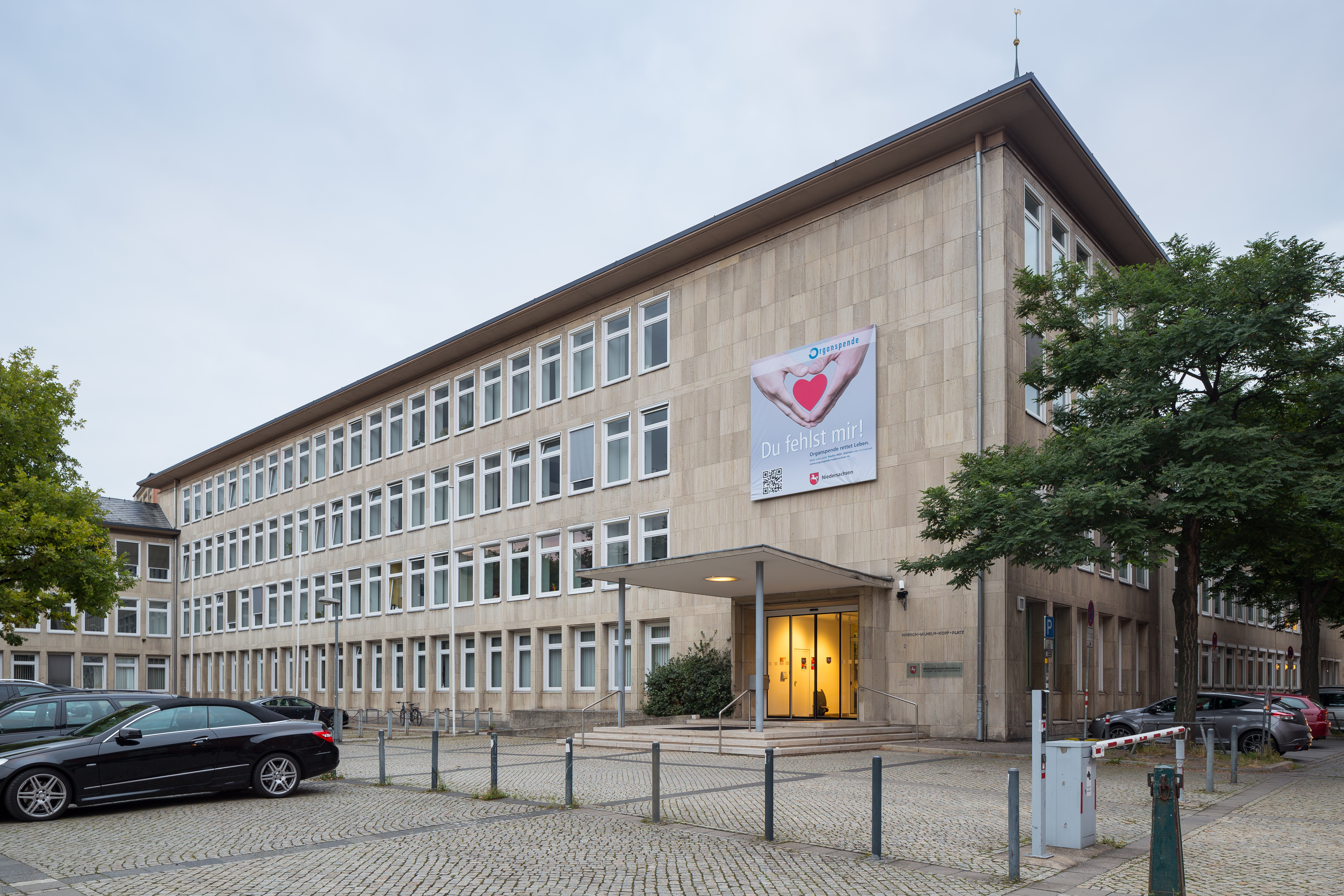
1954 prämiertes Gebäude des damaligen Niedersächsischen Sozialministeriums am Hannah-Arendt-Platz gegenüber dem Leineschloss in Hannover (2014)

Geboren als Sohn des Landgerichtsrats Adolf Hodler, begann Otto Hodler 1920 ein Architektur-Studium an der Technischen Hochschule München, wo er sein Vorexamen ablegte, und setzte es 1922 an der Technischen Hochschule Berlin fort, wo er von 1922 bis 1924 auch als studentische Hilfskraft bei Emil Rüster arbeitete und 1924 die Diplom-Hauptprüfung ablegte. Anschließend begann Hodler als Regierungsbauführer ein Referendariat zur weiteren Ausbildung für den Staatsdienst.
Nachdem Otto Hodler 1928 das zweite Staatsexamen bestanden hatte, arbeitete er als Regierungsbaumeister (Assessor in der öffentlichen Bauverwaltung) bis 1930 zunächst in Berlin bei der Preußischen Bau- und Finanzdirektion, dann bis 1933 in Bonn, von 1933 bis 1934 in Bad Bertrich und von 1935 bis 1938 in Bad Nenndorf.
Von 1938 bis in den Zweiten Weltkrieg hinein arbeitete Hodler in der Leitung des Staatshochbauamts Hameln, 1941 wechselte er in die Hochbauabteilung des Preußischen Finanzministeriums. 1944 arbeitete er in Elbing für die Organisation Todt. Im selben Jahr leistete er selbst aktiven Militärdienst, geriet dann jedoch in Kriegsgefangenschaft, aus der er 1945 entlassen wurde.
Bereits unter den britischen Besatzungsbehörden konnte Otto Hodler von 1945 bis 1946 wieder beim Staatshochbauamt Hameln tätig werden, bevor er 1946 Generalbaudezernent der Regierung Hannover wurde.
Nach der Gründung der Bundesrepublik Deutschland wurde Otto Hodler für seinen in den frühen Wirtschaftswunderjahren 1954 errichteten Bau des Niedersächsischen Sozialministeriums und die von ihm gestaltete Platzanlage mit der Verleihung der Laves-Plakette geehrt. Zudem erzielte Hodler mehrere Auszeichnungen bei Architektenwettbewerben.
1966 trat Otto Hodler in den Ruhestand. Er starb 1990 in Hannover.

## Bauten und Entwürfe
- 1926–1927: Mitarbeit beim Umbau der Staatsoper Unter den Linden in Berlin
- 1930–1932: Bauleitung für die Pädagogische Akademie Bonn
- 1933–1938: Planung und Bauleitung der Kuranlagen in Bad Bertrich, Bad Nenndorf, Bad Ems
- 1951–1952: Dienstgebäude der Staatsanwaltschaft Hannover und Justizgebäude[Anm. 1]
- 1953–1954: Dienstgebäude für das Niedersächsische Sozialministerium
- 1965–1966: Neubau Vinzenzkrankenhaus, Hannover-Kirchrode

## Schriften
- Das neue Amtsgerichtsgebäude in Lübben. In: Lübbener Kreiskalender 1931. Richter & Munkelt, Lübben o. J. (1930), S. 67–71. (mit Bildern des alten und neuen Amtsgerichtsgebäudes)